# Cihan Kaptan
Cihan Kaan Kaptan (Wuppertal, 1989. március 4. –) német-török labdarúgó-középpályás.